# Rallye Portugal 2009
Die 43. Rallye Portugal war der vierte Lauf zur Rallye-Weltmeisterschaft 2009. Sie fand vom 2. bis zum 5. April 2009 statt.

## Bericht
Nach den zu fahrenden 18 Wertungsprüfungen hatte Sébastien Loeb mehr als 20 Sekunden Vorsprung auf den Zweiten Mikko Hirvonen. Der Ford-Pilot konnte seinen Rückstand am Sonntagnachmittag noch wenig verkürzen, weil Loeb nicht mehr volles Risiko ging. Allerdings sah es erst nicht so aus, als ob Loebs Siegesserie weiter geht. In der ersten Wertungsprüfung am Freitagmorgen leistete er sich einen seiner seltenen Fehler und fiel zurück auf den siebten Rang. Doch der Citroën-Fahrer konnte wieder aufholen und beendete den Freitag auf Rang drei. Am Samstag fuhr Loeb bei sämtlichen Wertungsprüfungen die Bestzeit, bereits am Samstagvormittag hatte er die Führung übernommen. Am Sonntag ging es für Loeb nur noch darum, seinen Vorsprung zu verwalten und das Auto sicher ins Ziel zu bringen. Mit dem vierten Sieg im vierten WM-Lauf konnte Loeb in der Gesamtwertung den Vorsprung auf Hirvonen bis auf zehn Punkte ausbauen. Es war gleichzeitig der insgesamt 51. WRC-Sieg des Rekord-Weltmeisters. Jari-Matti Latvala hatte einen schweren Unfall, bei dem sich der Ford Focus 17 Mal einen Abhang hinunter überschlug. Latvala und Beifahrer Miikka Anttila blieben unverletzt, das Auto war aber nicht zu reparieren. Latvala lag zu diesem Zeitpunkt an der Spitze des Gesamtklassements. Am Samstagmorgen beendete Marcus Grönholm sein Comeback in der WRC. Der Doppelweltmeister hatte nach eineinhalb Jahren Pause gezeigt, dass er nicht zum «alten Eisen» gehört und fuhr vorne mit. Am Samstagmorgen jedoch flog er von der Straße und musste die Rallye aufgeben.
In der Produktionswagen-Weltmeisterschaft (PWRC) ging der Sieg an den einheimischen Armindo Araujo vor Martin Prokop, der sich in der Zuschauerprüfung noch knapp vor Eyvind Brynildsen setzen konnte. In der Junioren-Weltmeisterschaft (JWRC) siegte Hans Weijs jr. vor Michał Kościuszko und Kevin Abbring.

## Klassifikationen

### Endresultat
| Pos    | Fahrer             | Beifahrer            | Auto                           | Zeit      | Rückstand | Punkte |
| WRC    | WRC                | WRC                  | WRC                            | WRC       | WRC       | WRC    |
| ------ | ------------------ | -------------------- | ------------------------------ | --------- | --------- | ------ |
| 1      | Sébastien Loeb     | Daniel Elena         | Citroën C4 WRC                 | 3:53:13.1 | 00:00.0   | 10     |
| 2      | Mikko Hirvonen     | Jarmo Lehtinen       | Ford Focus RS WRC              | 3:53:37.4 | 00:24.3   | 8      |
| 3      | Dani Sordo         | Marc Martì           | Citroën C4 WRC                 | 3:54:58.5 | 01:45.4   | 6      |
| 4      | Petter Solberg     | Phil Mills           | Citroën Xsara WRC              | 3:55:57.7 | 02:44.6   | 5      |
| 5      | Henning Solberg    | Cato Menkerud        | Ford Focus RS WRC              | 3:58:59.4 | 05:46.3   | 4      |
| 6      | Mads Østberg       | Ole Kristian Unnerud | Subaru Impreza WRC             | 3:59:33.9 | 06:20.8   | 3      |
| 7      | Federico Villagra  | Jose Diaz            | Ford Focus RS WRC              | 4:06:12.6 | 12:59.5   | 2      |
| 8      | Khalid Al Qassimi  | Michael Orr          | Ford Focus RS WRC              | 4:11:24.8 | 18:21.7   | 1      |
| PWRC   |                    |                      |                                |           |           |        |
| 1 0(9) | Armindo Araujo     | Miguel Ramalho       | Mitsubishi Lancer Evolution IX | 4:15:31.6 | 00:00.0   | 10     |
| 2 (10) | Martin Prokop      | Jan Tománek          | Mitsubishi Lancer Evolution IX | 4:16:38.7 | 01:07.1   | 8      |
| 3 (11) | Eyvind Brynildsen  | Denis Giraudet       | Mitsubishi Lancer Evolution IX | 4:16:44.7 | 01:13.1   | 6      |
| 4 (16) | Nasser Al-Attiyah  | Giovanni Bernacchini | Subaru Impreza WRX STi         | 4:26:09.2 | 10:37.6   | 5      |
| 5 (28) | Mark Tapper        | Jeff Rudd            | Mitsubishi Lancer Evolution X  | 4:41:21.2 | 25:49.6   | 4      |
| 6 (31) | Gianluca Linari    | Andrea Cecchi        | Subaru Impreza WRX STi         | 4:43:39.3 | 28:07.7   | 3      |
| 7 (33) | Gaurav Singh Gill  | David Senior         | Subaru Impreza WRX STi         | 4:46:25.3 | 30:53.7   | 2      |
| 8 (38) | Martin Semerád     | Bohuslav Ceplecha    | Mitsubishi Lancer Evolution X  | 5:00:32.7 | 45:01.1   | 1      |
| JWRC   |                    |                      |                                |           |           |        |
| 1 (13) | Michał Kościuszko  | Maciek Szczepaniak   | Suzuki Swift S1600             | 4:22:38.6 | 00:00.0   | 10     |
| 2 (19) | Kevin Abbring      | Erwin Mombaerts      | Renault Clio R3                | 4:28:45.1 | 06:06.5   | 8      |
| 3 (22) | Hans Weijs jr.     | Bjorn Degandt        | Citroën C2 S1600               | 4:32:01.3 | 09:22.7   | 6      |
| 4 (24) | Luca Griotti       | Corrado Bonato       | Renault Clio R3                | 4:37:48.7 | 15:10.9   | 5      |
| 5 (34) | Alessandro Bettega | Simone Scattolin     | Renault Clio R3                | 4:49:23.1 | 26:44.5   | 4      |
| 6 (39) | Simone Bertolotti  | Luca Celestini       | Suzuki Swift S1600             | 5:04:38.9 | 42:00.3   | 3      |

### Wertungsprüfungen
| Tag                                  | WP                 | Name              | Länge   | Start MESZ         | Gewinner        | Beifahrer         | Auto              | Zeit               | Leader          |
| Tag 1 (2. April)                     |                    |                   |         |                    |                 |                   |                   |                    |                 |
| ------------------------------------ | ------------------ | ----------------- | ------- | ------------------ | --------------- | ----------------- | ----------------- | ------------------ | --------------- |
| Tag 1 (2. April)                     | WP1                | Estadio Algarve 1 | 2,21 km | 17:50              | Henning Solberg | Cato Menkerud     | Ford Focus RS WRC | 02:09.6            | Henning Solberg |
| Tag 2 (3. April)                     |                    |                   |         |                    |                 |                   |                   |                    | Henning Solberg |
| Service Algarve, 10:10 Uhr (15 Min.) |                    |                   |         |                    |                 |                   |                   |                    | Henning Solberg |
| WP2                                  | Ourique 1          | 23,42 km          | 11:22   | Jari-Matti Latvala | Miikka Anttila  | Ford Focus RS WRC | 14:26.9           | Jari-Matti Latvala |                 |
| WP3                                  | Silves 1           | 21,54 km          | 12:17   | Jari-Matti Latvala | Miikka Anttila  | Ford Focus RS WRC | 12:11.6           | Jari-Matti Latvala |                 |
| WP4                                  | Malhao 1           | 22,04 km          | 13:00   | Sébastien Loeb     | Daniel Elena    | Citroën C4 WRC    | 14:10.8           | Daniel Sordo       |                 |
| Service Algarve, 14:35 Uhr (30 Min.) |                    |                   |         |                    |                 |                   |                   | Daniel Sordo       |                 |
| WP5                                  | Ourique 2          | 23,42 km          | 16:00   | Mikko Hirvonen     | Jarmo Lehtinen  | Ford Focus RS WRC | 14:27.3           | Mikko Hirvonen     |                 |
| WP6                                  | Silves 2           | 21,54 km          | 16:57   | Daniel Sordo       | Marc Martì      | Citroën C4 WRC    | 12:09.8           | Mikko Hirvonen     |                 |
| WP7                                  | Malhao 2           | 22,04 km          | 17:40   | Sébastien Loeb     | Daniel Elena    | Citroën C4 WRC    | 14:06.6           | Mikko Hirvonen     |                 |
| Service Algarve, 19:00 Uhr (45 Min.) |                    |                   |         |                    |                 |                   |                   | Mikko Hirvonen     |                 |
| Tag 3 (4. April)                     |                    |                   |         |                    |                 |                   |                   |                    |                 |
| Service Algarve, 09:40 Uhr (15 Min.) |                    |                   |         |                    |                 |                   |                   |                    |                 |
| WP8                                  | Santa Clara 1      | 22,61 km          | 10:55   | Sébastien Loeb     | Daniel Elena    | Citroën C4 WRC    | 13:52.3           |                    |                 |
| WP9                                  | Almodovar 1        | 27,18 km          | 11:30   | Sébastien Loeb     | Daniel Elena    | Citroën C4 WRC    | 17:14.6           | Sébastien Loeb     |                 |
| WP10                                 | Vascao 1           | 22,8 km           | 12:40   | Sébastien Loeb     | Daniel Elena    | Citroën C4 WRC    | 14:47.2           | Sébastien Loeb     |                 |
| Service Algarve, 14:20 Uhr (30 Min.) |                    |                   |         |                    |                 |                   |                   | Sébastien Loeb     |                 |
| WP11                                 | Santa Clara 2      | 22,61 km          | 15:50   | Sébastien Loeb     | Daniel Elena    | Citroën C4 WRC    | 13:50.0           | Sébastien Loeb     |                 |
| WP12                                 | Almodovar 2        | 27,18 km          | 16:25   | Sébastien Loeb     | Daniel Elena    | Citroën C4 WRC    | 17:20.3           | Sébastien Loeb     |                 |
| WP13                                 | Vascao 2           | 22,8 km           | 17:35   | Sébastien Loeb     | Daniel Elena    | Citroën C4 WRC    | 14:40.6           | Sébastien Loeb     |                 |
| Service Algarve, 19:00 Uhr (45 Min.) |                    |                   |         |                    |                 |                   |                   | Sébastien Loeb     |                 |
| Tag 4 (5. April)                     |                    |                   |         |                    |                 |                   |                   | Sébastien Loeb     |                 |
| Service Algarve, 07:50 Uhr (15 Min.) |                    |                   |         |                    |                 |                   |                   | Sébastien Loeb     |                 |
| WP14                                 | Loule 1            | 22,65 km          | 08:50   | Sébastien Loeb     | Daniel Elena    | Citroën C4 WRC    | 15:46.6           | Sébastien Loeb     |                 |
| WP15                                 | S. Bras Alportel 1 | 16,23 km          | 09:45   | Sébastien Loeb     | Daniel Elena    | Citroën C4 WRC    | 11:40.1           | Sébastien Loeb     |                 |
| Service Algarve, 11:01 Uhr (30 Min.) |                    |                   |         |                    |                 |                   |                   | Sébastien Loeb     |                 |
| WP16                                 | Loule 2            | 22,65 km          | 12:16   | Mikko Hirvonen     | Jarmo Lehtinen  | Ford Focus RS WRC | 15:34.9           | Sébastien Loeb     |                 |
| WP17                                 | S. Bras Alportel 2 | 16,23 km          | 13:11   | Mikko Hirvonen     | Jarmo Lehtinen  | Ford Focus RS WRC | 11:36.0           | Sébastien Loeb     |                 |
| Service Algarve, 14:15 Uhr (10 Min.) |                    |                   |         |                    |                 |                   |                   | Sébastien Loeb     |                 |
| WP18                                 | Estadio Algarve 2  | 2,21 km           | 15:00   | Henning Solberg    | Cato Menkerud   | Ford Focus RS WRC | 02:08.8           | Sébastien Loeb     |                 |

### Gewinner Wertungsprüfungen
| WP        | Anzahl | Fahrer             | Auto              |
| --------- | ------ | ------------------ | ----------------- |
| 4, 7–15   | 10     | Sébastien Loeb     | Citroën C4 WRC    |
| 5, 16, 17 | 3      | Mikko Hirvonen     | Ford Focus RS WRC |
| 2, 3      | 2      | Jari-Matti Latvala | Ford Focus RS WRC |
| 1, 18     | 2      | Henning Solberg    | Ford Focus RS WRC |
| 6         | 1      | Dani Sordo         | Citroën C4 WRC    |

### Fahrer-WM nach der Rallye
| Pos. | Fahrer          | Punkte |
| ---- | --------------- | ------ |
| 1    | Sébastien Loeb  | 40     |
| 2    | Mikko Hirvonen  | 30     |
| 3    | Dani Sordo      | 25     |
| 4    | Henning Solberg | 14     |
| 5    | Petter Solberg  | 14     |

### Team-Weltmeisterschaft
| Pos. | Team                | Punkte |
| ---- | ------------------- | ------ |
| 1    | Citroën WRT         | 64     |
| 2    | Ford WRT            | 40     |
| 3    | Stobart WRT         | 27     |
| 4    | Citroën Junior Team | 11     |